# Psorophora discrucians
Psorophora discrucians är en tvåvingeart som först beskrevs av Walker 1856.  Psorophora discrucians ingår i släktet Psorophora och familjen stickmyggor. Inga underarter finns listade i Catalogue of Life.